# Phi
Phi (fi, stgr. φῖ, nw.gr. φι, pisana Φφ lub ϕ) – dwudziesta pierwsza litera alfabetu greckiego. W greckim systemie liczbowym oznacza liczbę 500.
Dawniej w języku polskim (tj. od XIII do I połowy XVI w.) phi używano do oddania samogłoski nosowej (samogłosek nosowych), ze względu na brak odpowiedniego znaku w alfabecie łacińskim:
- φ („o wąsate”) – występujące w „Kazaniach świętokrzyskich”: Ta sloua pise mφdry Salomon.
- ϕ („o rogate”; zobacz też Ꟁ, oraz znaku zbliżonego do cyrylickiego онъ/onŭ, czyli tzw. „okrągłej omegi” – ѻ) – występujące w „Psałterzu floriańskim”: Slawϕ krolewstwa twego powedzϕ, y mocz twoyϕ molwycz bϕdϕ (Ps 144, 11)[1].

## Użycie jako symbolu

### Φ
- używany jako symbol średnicy
- strumień świetlny
- strumień indukcji magnetycznej
- dystrybuanta rozkładu normalnego

### φ
- szerokość geograficzna
- funkcja charakterystyczna rozkładu prawdopodobieństwa
- liczba phi
- Funkcja φ (zwana też funkcją Eulera)
- mezon φ
- potencjał elektryczny
- przesunięcie fazowe
- współczynnik fi
- funkcja gęstości rozkładu normalnego

## Kodowanie
W Unicode litera jest zakodowana:
| Znak | Unicode | Kod HTML                      | Nazwa unikodowa          | Nazwa polska             |
| ---- | ------- | ----------------------------- | ------------------------ | ------------------------ |
| Φ    | U+03A6  | &Phi; lub &#x03A6; lub &#934; | GREEK CAPITAL LETTER PHI | wielka litera grecka phi |
| φ    | U+03C6  | &phi; lub &#x03C6; lub &#966; | GREEK SMALL LETTER PHI   | mała litera grecka phi   |

W LaTeX-u używa się znacznika:
| Znak                     | LaTeX   |
| ------------------------ | ------- |
| {\displaystyle \Phi }    | \Phi    |
| {\displaystyle \phi }    | \phi    |
| {\displaystyle \varphi } | \varphi |